# 远征48

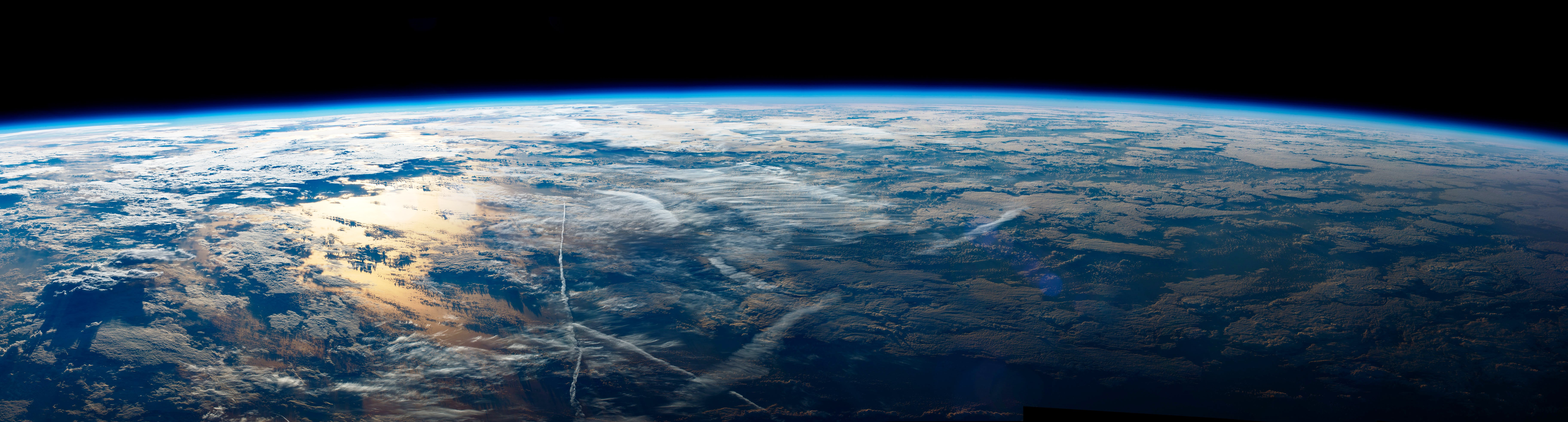
日出

远征48（英語：Expedition 48）是前往国际空间站的第48次长期任务。
2016年6月18日, 联盟TMA-19M飞船与国际空间站分离，标志着本次远征的开始。2016年9月7日，奥夫奇宁、斯克里波齐卡和威廉姆斯乘坐联盟TMA-20M离开空间站，标志着本次远征任务的结束。

## 成员
| 职位        | 第1期 （2016年6月）                   | 第2期 （2016年6月至9月）              |
| ----------- | ------------------------------------- | ------------------------------------- |
| 指令长      | 杰弗里·威廉姆斯（NASA） 第4次太空飞行 | 杰弗里·威廉姆斯（NASA） 第4次太空飞行 |
| 飞行工程师1 | 阿列克谢·奥夫奇宁（RSA） 第1次        | 阿列克谢·奥夫奇宁（RSA） 第1次        |
| 飞行工程师2 | 奥列格·斯克里波齐卡（RSA） 第2次      | 奥列格·斯克里波齐卡（RSA） 第2次      |
| 飞行工程师3 |                                       | 阿纳托利·伊万尼申（RSA） 第2次        |
| 飞行工程师4 |                                       | 大西卓哉（JAXA） 第1次                |
| 飞行工程师5 |                                       | 嘉芙蓮·魯賓斯（NASA） 第1次           |

## 舱外活动
|    | 舱外活动者 | 开始时间 (UTC)      | 结束时间 (UTC)      | 时长    |  |  |
|    | |                     |                     |         |  |  |
| 1. | 杰弗里·威廉姆斯 嘉芙蓮·魯賓斯 | 2016年8月19日 13:04 | 2016年8月19日 19:02 | 5时58分 |  |  |
| 1. | 安装国际对接接合器和对应电缆 |                     |                     |         |  |  |
| 2. | 杰弗里·威廉姆斯 嘉芙蓮·魯賓斯 | 2016年9月1日 11:53  | 2016年9月1日 17:41  | 6时48分 |  |  |
| 2. | 这次舱外活动的主要任务是将舱门桁架上的一个散热器折叠收回。该备用散热器是在2012年远征33任务期间因主散热器疑似泄漏冷却液而安装，后来被闲置。它本应由远征45任务队员收回，但实际上未完成。其他任务包括在空间站外安装了两个高清摄像头，并紧固了空间站一块太阳能电池板旋转接头上的螺栓。 |                     |                     |         |  |  |